# Bodianus bilunulatus
 Bodianus bilunulatus és una espècie de peix de la família dels làbrids i de l'ordre dels perciformes que es troba des de l'oest de l'Índic fins a l'oest del Pacífic i des de Hawaii i el sud de la Polinèsia fins a Samoa.
Els mascles poden assolir els 55 cm de longitud total.